# Lianna Swan
Lianna Swan, född 25 mars 1997, är en pakistansk simmare.
Swan tävlade för Pakistan vid olympiska sommarspelen 2016 i Rio de Janeiro, där hon blev utslagen i försöksheatet på 50 meter frisim.